# Bruant rustique
Emberiza rustica
Espèce
Synonymes
- Chrysophrys rustica[2]
- Emberiza rustica[2]
- Schoeniclus rusticus Pallas, 1776 (préféré par Avibase)[2]

Statut de conservation UICN

 VU A2abcd+3bcd+4abcd : Vulnérable
Répartition géographique

Le Bruant rustique (Emberiza rustica) est une espèce de passereaux de la famille des emberizidés. 

## Répartition
Son aire de répartition s'étend de l'Europe à l'Asie, nichant dans les forêts boréales humides de conifères. 

## Alimentation
Il se nourrit de graines et d'insectes.